# Neofašizam
Neofašizam je ideologija koja je nastala poslije Drugog svjetskog rata, i kao ideologija u sebi sadrži mnoge elemente fašizma. Pod neofašizmom se također podrazumjeva i promicanje istovjetnih i sličnih ideologija lokaliziranih karaktera kao na primjer: ustaštvo, četništvo, ili francoštvo.
Neofašizam kao pojam, općenito označava skupine koje simpatiziraju, odnosno promiču fašizam ili lokalizirane ideologije zasnovane na fašizmu. Takvim je skupinama svojstveno divljenje fašističkim i nacističkim vođama i dužnosnicima, kao što su ratni zločinci Benito Mussolini, Adolf Hitler, Ante Pavelić, Dragoljub (Draža) Mihailović i drugi, odnosno divljenje fašističkom državnom uređenju i politici, koje karakteriziraju ekstremni nacionalizam, šovinizam, nativizam, antimigracijska politika, nacionalna, rasna i druga isključivost, ksenofobija, te općenito prozivanje na jednostranački sustav i protivljenje parlamentarnom državnom uređenju.
Post-fašizam je etiketa koja se pridodala i pojedinim političkim stranaka u Europi koji se zalažu i promiču pojedine oblike fašizma i sudjeluju u ustavnom političkom sustavu. .